# Rio Branco Football Club
Rio Branco Football Club, conhecido por Rio Branco ou Estrelão, e cujo acrônimo é RBFC, é um clube poliesportivo brasileiro, sediado na cidade de Rio Branco, no estado do Acre. Tem como principal modalidade o futebol que domina no estado do Acre. As cores do clube - presentes no escudo, uniforme e bandeira oficial - são o vermelho e branco. Seu mascote é a Estrela Altaneira, símbolo da Revolução Acriana, que também está presente na bandeira do Estado do Acre.
Suas principais conquistas consistem em 49 títulos do Campeonato Acreano, três do Copas da Amazônia e uma da Copa Norte, conquistada de forma invicta no ano de 1997. Este último garantiu ao clube uma vaga na Copa Conmebol, tornando-se o primeiro clube da Região Norte do Brasil a disputar uma competição oficial sul-americana.

## História

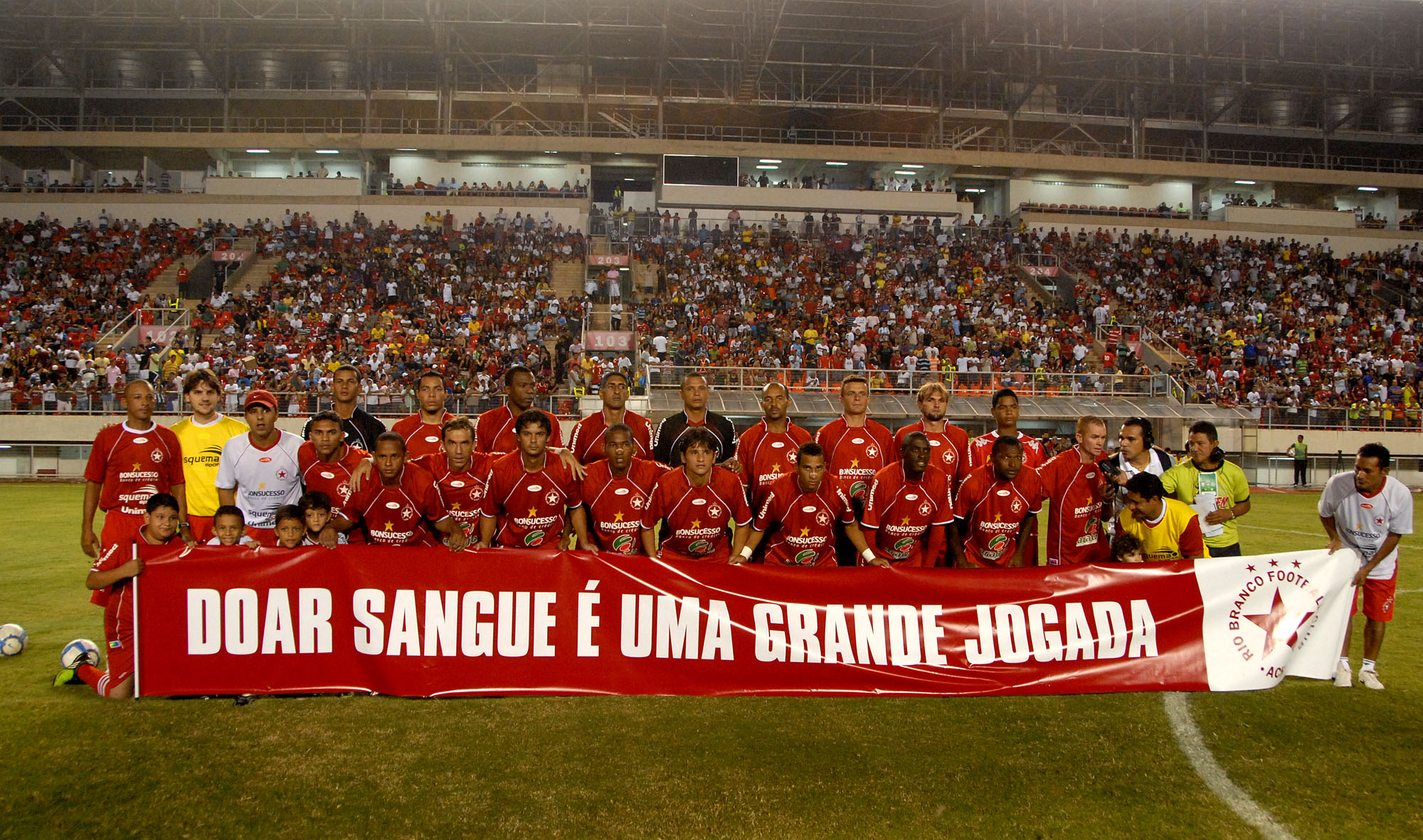
Campanha do Rio Branco FC em apoio a doação de sangue durante um jogo na Arena da Floresta

### Fundação

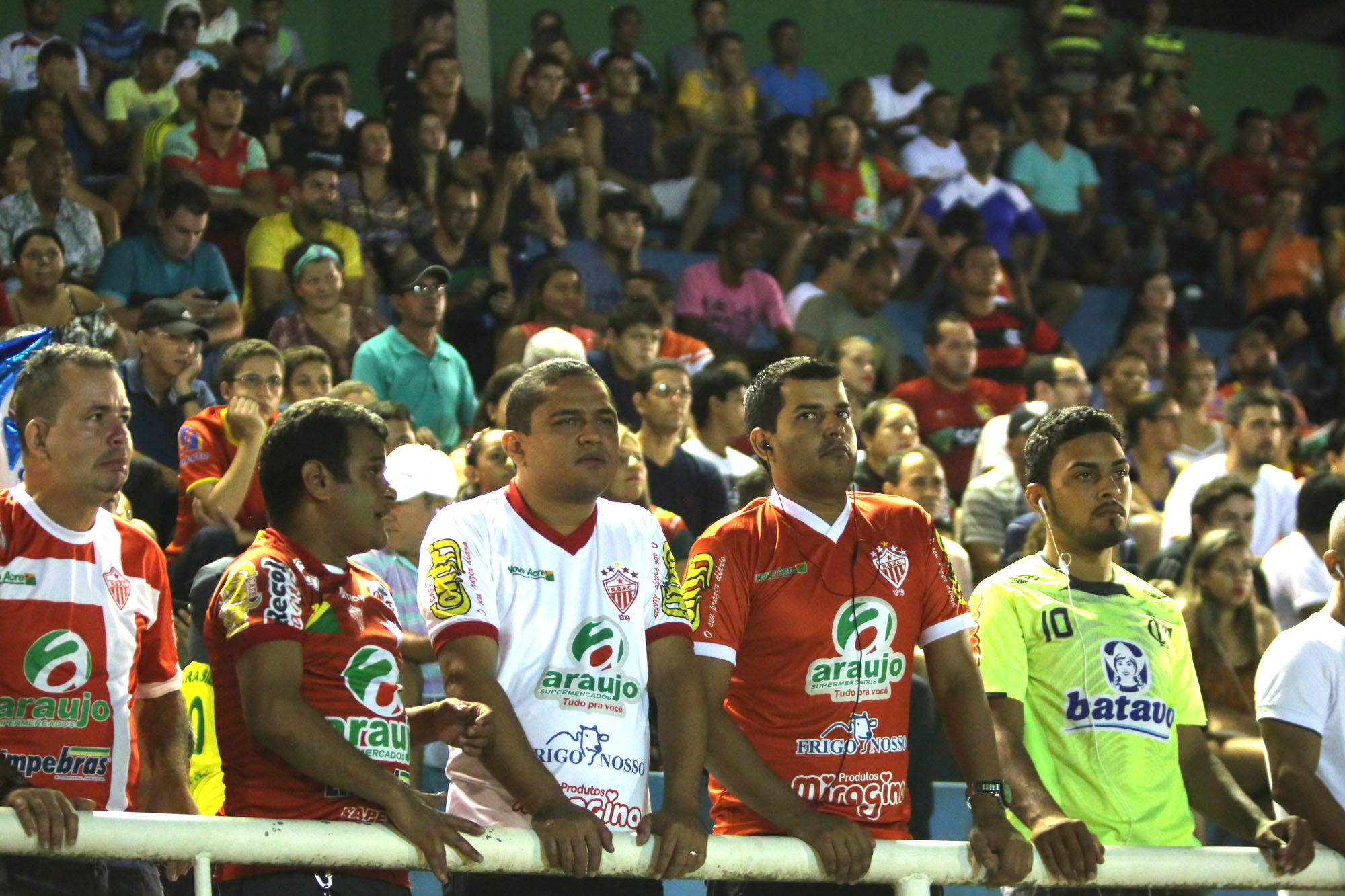
Torcida do Rio Branco FC

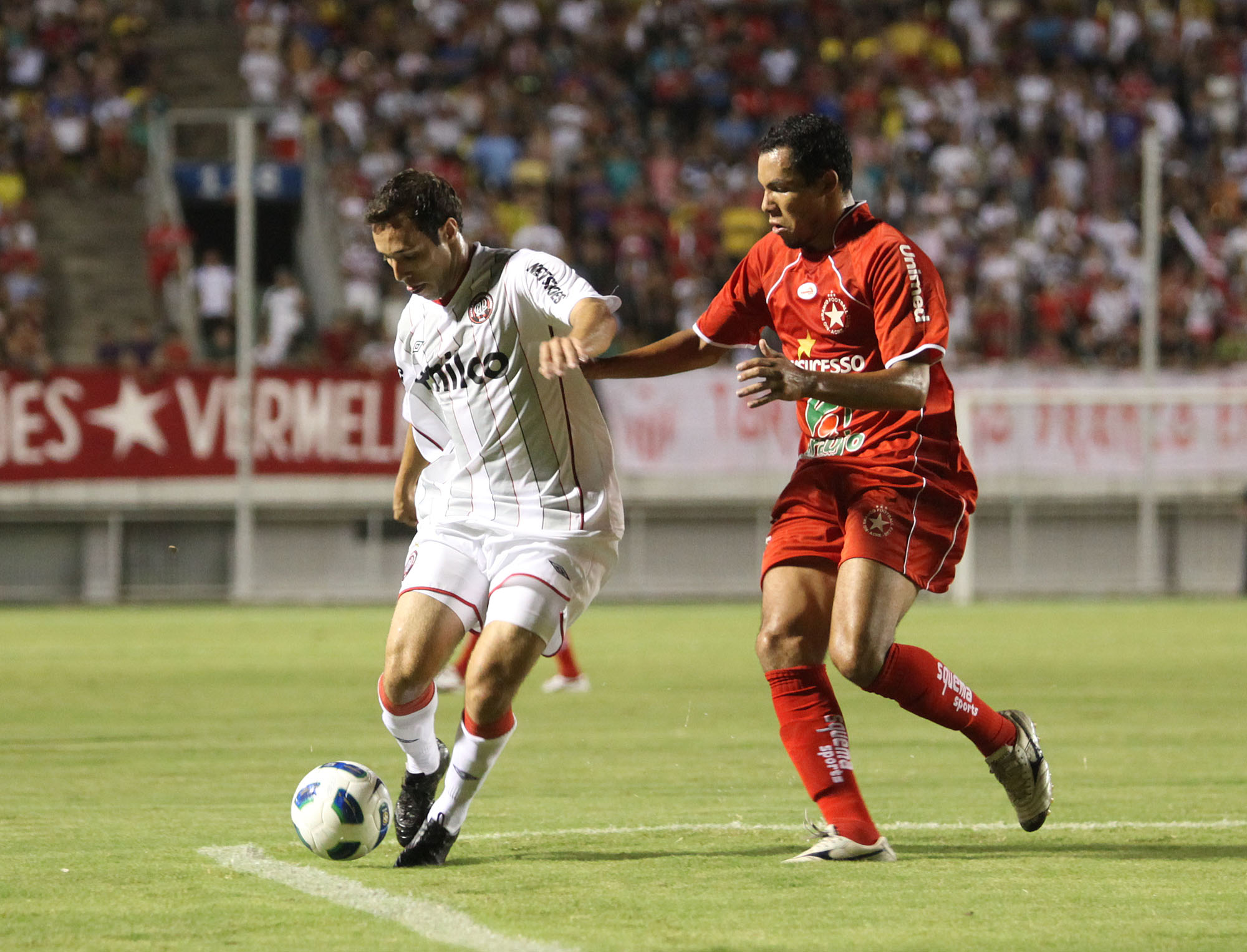
Rio Branco FC vence o Atlético Paranaense no Arena da Floresta pela Copa do Brasil

O Rio Branco foi fundado na noite do dia 8 de junho de 1919, em uma reunião ocorrida no Eden Cine Theatro (no local do Cine Teatro Recreio), na Rua 17 de Novembro no 2º Distrito da cidade de Rio Branco. A reunião foi convocada pelo advogado amazonense Dr. Luiz Mestrinho Filho, o qual estava na cidade para presidir uma comissão de inquérito na Agência dos Correios. Compareceram ao todo 16 pessoas, entre os quais estavam Nathaniel de Albuquerque, Conrado Fleury, José Francisco de Melo, Mário de Oliveira, Luiz Mestrinho Filho, Alfredo Ferreira Gomes, Manoel Vasconcelos, Francisco Lima e Silva, Pedro de Castro Feitosa, Jayme Plácido de Paiva e Melo, que assinaram a primeira ata do clube.
No mesmo dia da fundação, foram sugeridos por Luiz Mestrinho o nome do clube (em louvor à cidade e ao Barão do Rio Branco) e as cores vermelho e branco. Como primeiro presidente provisório do Rio Branco, foi escolhido o Senhor Jorge Maia. Mas quatro dias depois, em 12 de Junho, é eleita e empossada a diretoria oficial com o Dr. Luiz Mestrinho como presidente.
Após eleita a primeira diretoria, o clube recebeu a doação de um terreno no local onde hoje está situada a Praça Plácido de Castro, por parte do prefeito, Dr. Augusto Monteiro. O terreno doado consistia em uma área de mata nativa, que em poucos dias foi substituída por um campo de terra batida para, mais tarde, tornar-se a sede social do clube.
A primeira partida oficial disputada pelo Rio Branco ocorreu no dia 14 de julho de 1919, com vitória por 5 a 0 sobre o Militar Foot-Ball Club, equipe da Polícia Militar do estado. O primeiro uniforme do Rio Branco era totalmente branco, com uma grande estrela vermelha no local do distintivo da camisa.
No dia 18 de julho de 1920, o Rio Branco faria sua primeira partida intermunicipal, com vitória sobre a Seleção de Xapuri pelo placar de 1x0.

### Primeiros jogos
Em seu primeiro ano de existência, o Rio Branco disputou alguns amistosos e o primeiro torneio da Liga Acreana de Esportes Terrestres (LAET) e venceu todos os jogos, faturando o primeiro título do estado: 

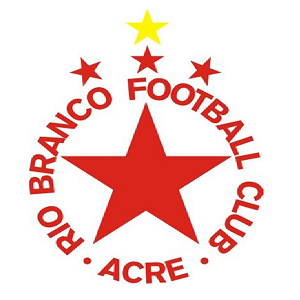
A Estrela Altaneira, transformada em segundo escudo do clube, é usada frequentemente em seu uniforme. As 3 estrelas vermelhas representam o tricampeonato do Copão da Amazônia. A estrela dourada representa o título da Copa Norte de 1997.

09 de julho          —   Rio Branco 10 x 0 Acreano - Liga Torneio Initiun
09 de julho          —   Rio Branco 2 x 0 Ypiranga - Liga Torneio Initiun
14 de julho          —   Rio Branco 5 x 0 Militar - Amistoso
20 de julho          —   Rio Branco 4 x 0 Militar - Amistoso
01 de agosto       —   Rio Branco 4 x 0 Acreano - Campeonato Acreano
06 de agosto       —   Rio Branco 2 x 1 Militar - Amistoso
17 de agosto       —   Rio Branco 8 x 0 Ypiranga - Campeonato Acreano
06 de setembro   —   Rio Branco 11 x 1 Team Negra - Amistoso
21 de setembro   —   Rio Branco 1 x 0 Ypiranga - Campeonato Acreano
28 de setembro   —   Rio Branco 3 x 0 Acreano - Campeonato Acreano
15 de novembro   —   Rio Branco 2 x 0 Combinado Acreano/Ypiranga - Amistoso (entrega de faixas)
14 de dezembro   —   Rio Branco 2 x 1 Ypiranga - Amistoso
28 de dezembro   —   Rio Branco 5 x 0 Ypiranga - Amistoso
Os times existentes à época promoviam diversos amistosos, cultuando uma rivalidade saudável e unia uma frente única para derrotar aquela equipe poderosa no futebol e pela composição de seus membros influentes na vida social, administrativa e política territorial, como advogados, promotores, juízes, desembargadores, médicos, militares, delegados, escritores, altos comerciantes.

### A primeira derrota
Em 1920, o Rio Branco continuaria a colher louros no futebol, mas conheceria no último jogo do ano o amargo sabor da derrota que tanto impunha aos rivais. Os jogos de 1920:
30 de maio           —       Rio Branco 4 x 2 Acreano S.C.
06 de junho          —       Rio Branco 3 x 1 Ypiranga S.C.
27 de junho          —       Rio Branco 2 x 1 Acreano S.C.
18 de julho           —       Rio Branco 1 x 0 Xapurienses (*)
22 de agosto        —       Rio Branco 5 x 0 Catuaba F.C.
12 de setembro    —       Rio Branco 3 x 0 Acreano S.C.
05 de outubro       —       Rio Branco 2 x 0 Ypiranga S.C.
12 de outubro       —       Rio Branco 1 x 0 Brasil E.A.
14 de novembro    —       Rio Branco 1 x 3 Catuaba F.C.
(*) o jogo de 18 de julho, contra a seleção Xapuriense, vencido pelo Estrelão, marcou o primeiro amistoso inter-municipal ou inter-departamental.

### Primeiros títulos
O ano de 1919 marca o início dos campeonatos no Acre . Promoveu a disputa de um torneio, a Liga Torneio Initium, no dia 9 de julho daquele ano. O Rio Branco sagrou-se campeão, vencendo o Acreano por 10x0 e o Ypiranga por 2x0.
No ano de 1921 é criada a Liga Acreana de Esportes Terrestres (LAET). O Rio Branco foi um de seus fundadores, juntamente com o Acreano Sport CIub e o Ypiranga Sport Club. No dia 24 de Julho de 1921, teve início o primeiro campeonato oficial da LAET, disputado em dois turnos. No primeiro, o Rio Branco goleou o Acreano por 4x0 e o Ypiranga por 8x0. No segundo turno, novamente ganhou de 4x0 do Acreano e de 4x0 do Ypiranga. O time do Rio Branco que foi campeão da competição estava assim formado: Alfredo; Zé Bezerra e Olavo; Nobre, Bandeira e Joca; Fortenelle, Gaston, Mello, Jacob e Carlos.
Infelizmente, o Delegado Chiquinho pôde somente registrar quatro jogos estrelados em 1921, pelo campeonato, ainda com os três clubes na disputa, mas é fácil saber que o Estrelão faturou o bicampeonato, aferindo-se pelos escores do primeiro e segundo turnos, agora já minguados em amistosos realizados em 1922 talvez pela retrancagem:
16 de Julho        —     Rio Branco 1 x 1 Militar
23 de Julho        —     Rio Branco 1 x 0 Rio Negro A.C. 
30 de Julho        —     Rio Branco 1 x 0 Militar
06 de Agosto     —     Rio Branco 1 x 0 Militar.
No dia 1 de outubro de 1921, o Rio Branco disputou um amistoso para a entrega das faixas de campeão, contra um Combinado Acreano-Ypiranga. Vitória do Estrelão pelo placar de 3 x 2.
Entre 1922 e 1927, a LAET não organizou o seu campeonato. Os clubes acreanos tiveram de se contentar com amistosos. Somente em 1928 houve um novo campeonato, faturado pelo Rio Branco sobre o Ypiranga. Em 1929, o Rio Branco foi campeão, após o fato rompeu relações com a mentora e decidiu não mais participar dos torneios. O retorno para competições só aconteceu em 1935, com mais um título estadual, desta vez em cima do América.
Dez anos depois de sua fundação, o Rio Branco inaugurava o seu estádio próprio no dia 8 de junho de 1929, em um terreno oferecido pelo fundador e chefe de Polícia, José Francisco de Melo e a sua esposa, dona Isaura Parente. O estádio foi batizado de Stadium José de Melo, e está localizado na Avenida Ceará. É lá onde a sede do clube se encontra até os dias de hoje.

### Estrela Solitária
Nas décadas de 30 e 40, o Rio Branco reinava absoluto no futebol do Acre, conquistando nada menos do que 12 títulos estaduais, entre 1935 e 1947, sendo onze deles organizados pela LAET e o primeiro campeonato organizado pela Federação Acreana de Desportos (FAD) (criada em 24 de janeiro de 1947). Na anos 1950, o clube faturou mais cinco títulos estaduais.
Entre 1964 e 1970, o Rio Branco amargou um jejum de títulos, algo incomum para um clube acostumado com conquistas. A torcida teve que esperar até 1971 para comemorar outro campeonato.

### O tricampeonato da Amazônia

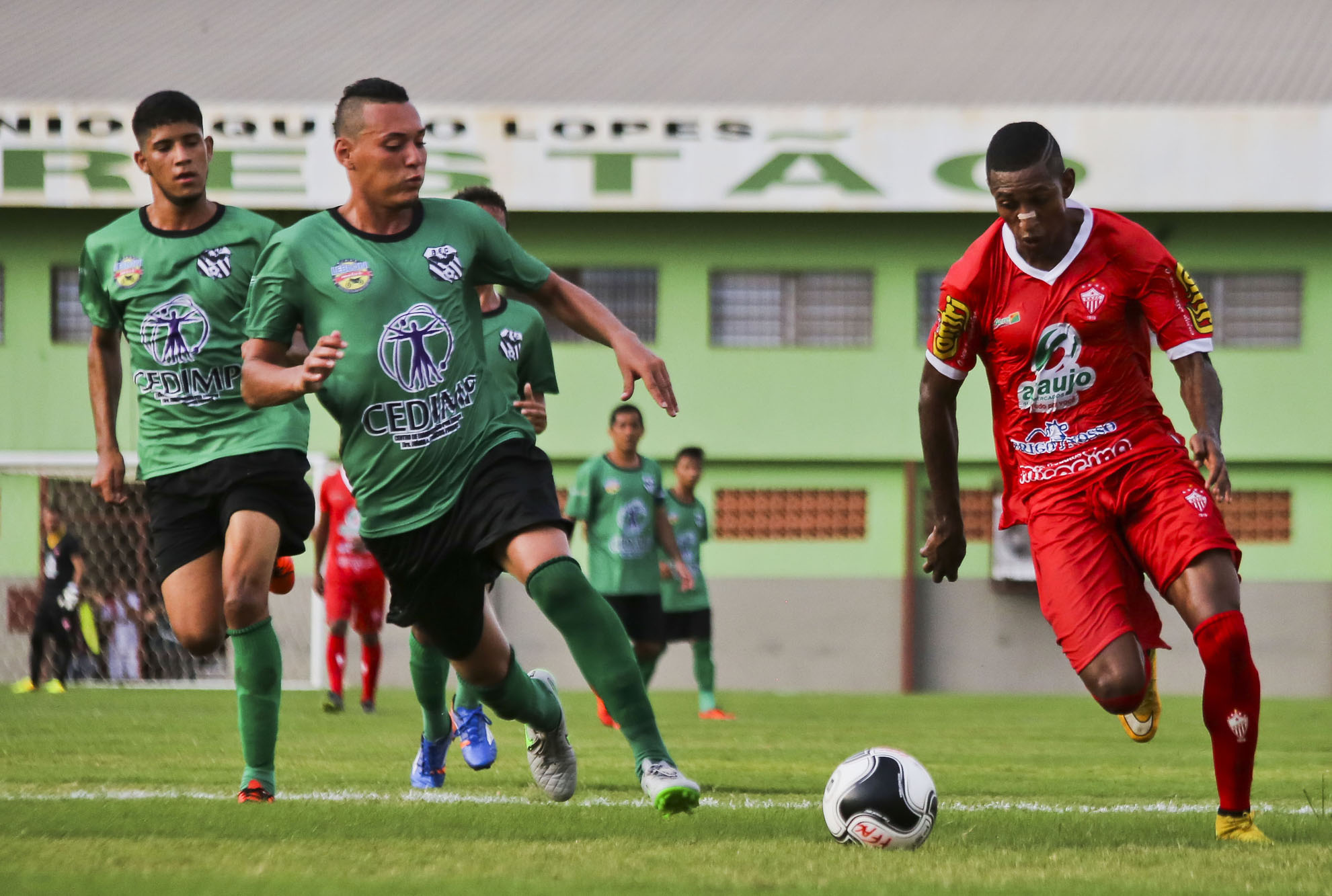
Rio Branco FC contra o Andirá no Estádio O Florestão, em Rio Branco pelo Campeonato Acreano

Sem poder participar de campeonatos nacionais e de categoria profissional devido a não serem regularizadas profissionalmente, as federações de Acre, Amapá, Rondônia e Roraima criaram o Torneio Integração, mais conhecido como Copão da Amazônia. A primeira edição aconteceu em 1975 em Porto Velho. O Rio Branco debutou na competição na sua segunda edição, e já faturando o título diante do Baré-RR no Estádio José de Melo. Em 1977, em Macapá, o Estrelão buscou o bicampeonato, mas perdeu a grande final para o Moto Clube-RO nos pênaltis, depois de um empate em 1x1 no tempo normal. Em 1978, nova derrota na final para o Moto Clube, desta vez por 1x0 em Boa Vista. A revanche aconteceu em 1979, na casa do adversário, com um 2x1 em pleno estádio Aluízio Ferreira, faturando o bicampeonato. O tricampeonato só aconteceu 5 anos depois, em 1984, depois de vencer o Baré por 2x0 no dia 23 de Outubro no estádio Glicério Marques, em Macapá. Em 1986, novo vice-campeonato: Depois de dois empates (1x1 em Rio Branco e 2x2 em Macapá), o título foi decidido em um terceiro jogo, com vitória do Trem-AP por 2x1, na capital amapaense. O torneio deixou de existir após a profissionalização das federações e dos clubes. O Rio Branco é o segundo maior vencedor do Copão, atrás apenas do Trem-AP, que faturou 5 títulos.

### A conquista do Norte
Após a implantação do profissionalismo no futebol acriano em 1989, o Rio Branco consolidou seu domínio local, conquistando, até hoje, 13 títulos estaduais. Em 1989, o Estrelão estreou em competições nacionais (representando o futebol estado pela primeira vez) disputando a Série B do Campeonato Brasileiro. O clube foi a grande surpresa da competição, sendo eliminado apenas nas oitavas-de-final diante do Ceará, terminando entre os 16 primeiros e garantindo vaga na Série B de 1990.
O ano de 1997 ficou marcado como o ano mais importante da história do clube, com a principal conquista da história do clube: a Copa Norte. Após estrear na competição com um empate sem gols com o Ji-Paraná-RO, o Rio Branco passou por Baré-RR (1x0), Independência (1x0) e goleou o Nacional-AM (4x1), garantindo o primeiro lugar em seu grupo e, consequentemente, a vaga para a final.
O adversário da decisão foi o Remo. No primeiro jogo, no José de Melo, um empate sem gols. Na decisão em Belém, o Rio Branco não tomou conhecimentos do time mandante e venceu o Remo em pleno Estádio Mangueirão pelo placar de 2 x 1, com gols de Palmiro e Vinícius, fazendo do Rio Branco o primeiro campeão do torneio e ganhar a alcunha de "O Melhor do Norte". A conquista do título regional permitiu que o Rio Branco fosse a primeira equipe da região Norte a disputar uma competição sul-americana: a Copa Conmebol.
No dia 27 de agosto, o clube estreou na Copa Conmebol, um marco importante no futebol da região. O jogo era na Colômbia, contra o Deportes Tolima. Em um jogo bastante equilibrado e pegado, o Estrelão saiu da Colômbia com uma derrota por 2 x 1. No jogo de volta, dia 3 de setembro, com o Estádio José de Melo lotado, o Rio Branco foi em busca do resultado. e a estrela do atacante Gomes brilhou. O atacante marcou o único gol da partida, aos 41' do segundo tempo, levando o jogo para os pênaltis. Nas penalidades, o Estrelão saiu derrotado por 3x1, com Hélio, Vinícius e Testinha perdendo as suas cobranças, fechando assim a sua única participação na competição.
Também em 1997, o clube conquistaria o Campeonato Acriano, eliminaria o Goiás (venceu o primeiro jogo no José de Melo por 1x0, e no segundo jogo perdeu por 2x1 no Serra Dourada, conseguindo a classificação para a próxima fase) e venceria o Flamengo (2x1 em casa), ambos pela Copa do Brasil, e terminaria na oitava colocação na classificação geral da competição, sua melhor participação.

### Queda e reestruturação

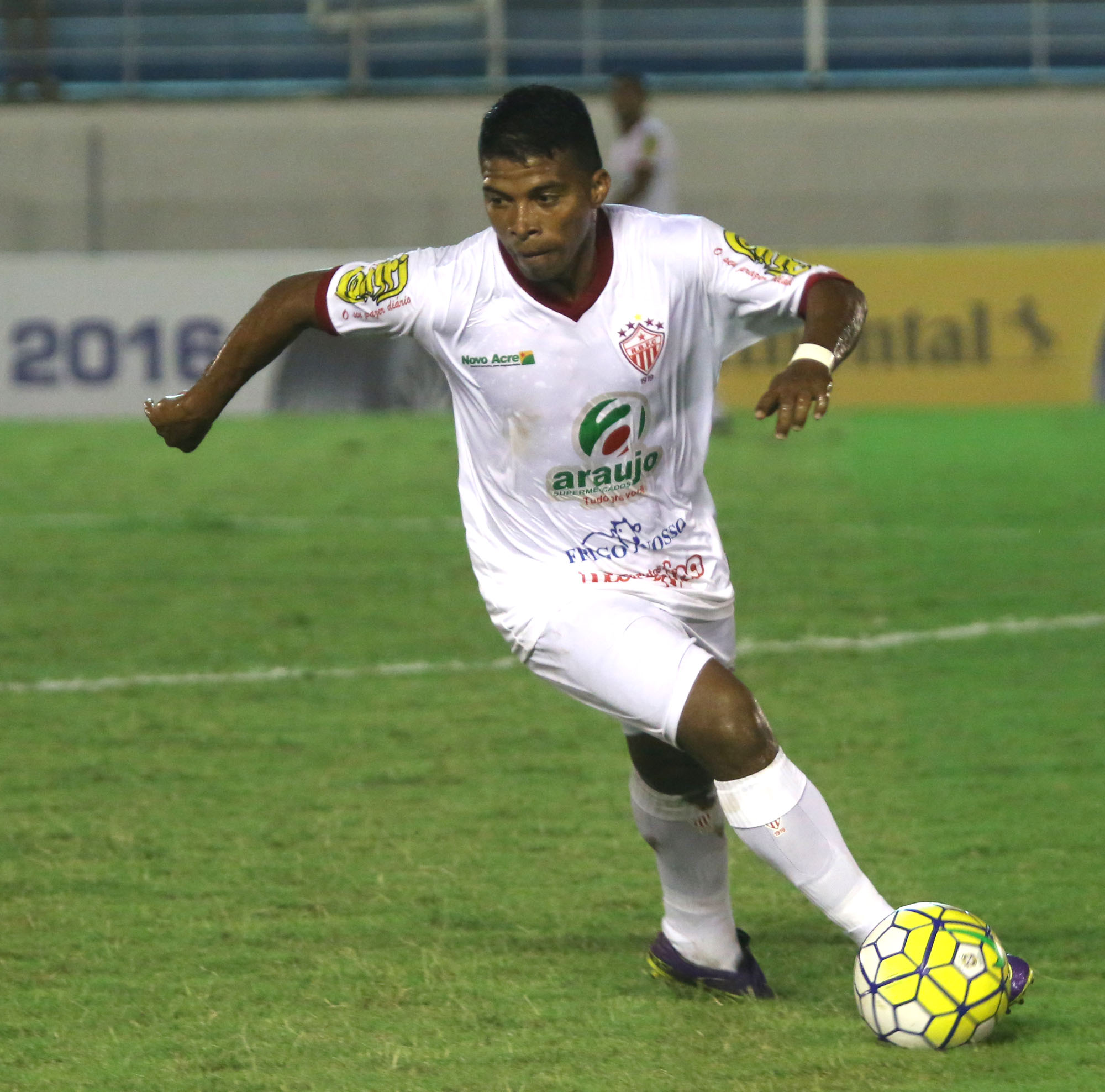
Rio Branco F.C, 2016

Depois do auge, veio a queda. O Rio Branco passou por uma grande reformulação e não conseguiu forças para continuar crescendo no cenário nacional. O clube acumulou dívidas e não conseguia repetir os bons resultados em competições nacionais, chegando a desistir de participar das edições de 2002 e 2005 da Série C por motivos financeiros.
Somente a partir de 2002, o Estrelão voltou a se impor na região. Entre 2002 e 2005, o Estrelão sagrou-se tetracampeão estadual, o primeiro e único desde a profissionalização do futebol local. Em 2004, o clube deu o primeiro passo na tentativa de voltar à Série B. Em uma excelente campanha na Série C, O Rio Branco só foi parado na última fase antes do quadrangular final, diante do Gama, que seria vice-campeão e conquistaria o acesso. O clube ainda lamenta que, naquela oportunidade, teve de jogar no Estádio Biancão, em Ji-Paraná, no interior de Rondônia, por ter sido punido pelo STJD após uma lata ter sido arremessada para dentro do gramado do José de Melo na vitória diante do Grêmio Coariense-AM na fase anterior.
Em 2007, conquistou o Campeonato Acriano com uma campanha impecável, vencendo os dois turnos do campeonato de forma invicta.
Entre 2007 e 2009, o clube fez belíssimas campanhas pela Série C do Campeonato Brasileiro. Em 2007, o Estrelão chegou à terceira fase da competição. Em um grupo com ABC-RN, Bahia e Fast-AM, o Rio Branco acabou perdendo a vaga para o octogonal final no terceiro critério de desempate: o número de gols marcados. A vaga ficou com o Bahia, em meio à muita polêmica. A equipe terminaria na 10ª colocação na classificação geral da competição.
Em 2008, a vaga no octogonal final veio após incontestável campanha nas fases anteriores, sendo líder nos 3 grupos das 3 primeiras fases. Porém, na fase final, o Rio Branco teria que se superar, viajando mais de 53 mil km em busca da vaga para a Série B. A tabela o desfavoreceu: Foi o único time do octogonal a não ter jogos seguidos em casa. Com jogos no meio e fins de semana, as viagens longas e os pouquíssimos treinos antes das partidas fez o elenco se desgastar bastante, não conseguindo manter o ritmo das fases anteriores, e terminou o octogonal na última colocação, a 2 pontos do acesso para a Série B, ficando em 3º lugar na classificação geral da competição, consolidando novamente a sua força na Região Norte. O atacante Marcelo Brás foi o vice-artilheiro da série C com 19 gols, e os jogadores Ley e Zé Marco foram considerados os melhores lateral e volante da competição, respectivamente.
Em 2009, novamente em busca do acesso à Série B, o clube fez parcerias com o Atlético Paranaense e com a empresa inglesa fornecedora de materiais esportivos, a Umbro. A princípio parecia o que faltava ao clube: parcerias. Mas os esforços não resultaram nos objetivos. O clube não conseguiu o tricampeonato acriano, perdendo de quebra também a vaga para a Copa do Brasil 2010. Na nova Série C, porém, apesar de só conquistar pontos dentro de casa, o clube conseguiu ser o líder do grupo mais equilibrado da competição, vencendo na última partida o Águia de Marabá por 2x1 em um jogo dramático. No jogo do acesso, porém, o Rio Branco acabou sendo eliminado pelo ASA-AL, depois de dois empates, terminando na 7ª colocação da competição. O camisa 10 Testinha figurou na seleção do campeonato, sendo considerado o melhor meio-campo do torneio.

### 2010 - 2011
O Estrelão começou bem a temporada 2010, conquistando seu 41º título estadual e a vaga para a Copa do Brasil 2011. Entretanto, o clube não fez uma boa campanha no Campeonato Brasileiro. O clube elaborou um projeto em busca tão sonhado do acesso, contratando jogadores experientes como o goleiro Marcelo Cruz (ex-Bahia, Coritiba, Fortaleza e Nacional-POR), o zagueiro João Vitor (ex-Paraná Clube), e os atacantes Marcelo Maciel (ex-Remo, Paysandu e Guarani), Valdir Papel (ex-ABC, Fortaleza, Sport e Vasco), além do retorno do treinador Tarcísio Pugliese, que comandou o clube no Octogonal Final da Série C em 2008. O Rio Branco estava no Grupo A da Série C, junto com os times: São Raimundo-PA, Águia de Marabá-PA, Paysandu-PA e Fortaleza-CE. No entanto, os resultados não foram satisfatórios, fazendo com que a diretoria decidisse demitir toda a comissão técnica e mais 5 jogadores, incluindo o veterano Valdir Papel, pelos péssimos resultados obtidos no primeiro turno.
O Alvirrubro terminou o primeiro turno como o lanterna do seu grupo, com 2 empates e 2 derrotas. Já no segundo turno, com nova comissão técnica comandada por Everton Goiano, a equipe enfim se encaixou, conseguindo 2 vitórias e 2 empates, fazendo a segunda melhor campanha do segundo turno entre todos os clubes da competição. Porém, a reação foi tardia e o time acabou apenas permanecendo para a Série C de 2011.

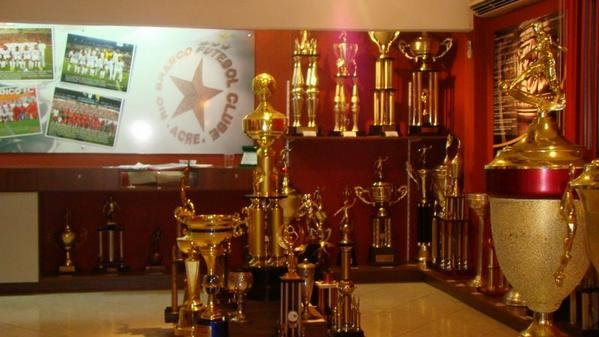
Memorial do clube, inaugurado em 2009.

Em 2011, o Rio Branco entrou em campo para jogar 3 torneios: Copa do Brasil, Campeonato Acriano e a Série C do Brasileirão. No Estadual, a equipe conquistou o bicampeonato. A primeira partida foi contra o Náuas, no dia 13 de março, na inauguração da Arena do Juruá, em Cruzeiro do Sul, onde o Estrelão venceu o Cacique do Juruá por 2x1. Durante a competição, a equipe teve altos e baixos, terminando a primeira fase na terceira colocação. Classificado, o Estrelão enfrentou o arquirrival AC Juventus, segunda melhor equipe e com o melhor ataque da competição. Pela primeira fase, o Rio Branco perdeu os 2 clássicos que disputou (5x3 no primeiro turno e 2x1 no segundo). Porém o time estrelado superou o rival nas duas partidas das semifinais, com um 4x2 no primeiro jogo e 3x0 no segundo, se classificando para a grande final. O adversário da final foi o Plácido de Castro, quarto colocado na primeira fase e que superou o Atlético Acreano, o então primeiro colocado. Na primeira partida, o Estrelão cedeu o empate aos 47' do segundo tempo, terminando 1x1. No segundo jogo, no dia 3 de julho, com o gol de Juliano César, o Rio Branco venceu por 1x0 o Tigre do Abunã e conquistou o seu 42º título estadual, o oitavo em 10 anos. Cerca de 8 mil pessoas presenciaram o título do maior clube do Acre na Arena da Floresta, recorde de público de toda a história do Campeonato Acriano.
Pela Copa do Brasil, o Rio Branco enfrentou o seu antigo parceiro, o Atlético-PR, na primeira fase da competição. Na primeira partida, o Estrelão se saiu vitorioso pelo placar de 2x1 na Arena da Floresta. Já no jogo de volta, o clube acabou perdendo por 3x1 na Arena da Baixada e acabou sendo eliminado do torneio, ficando na 35ª posição na classificação geral da competição.
Na Série C, o Rio Branco esteve no Grupo A, ao lado de Águia de Marabá-PA, Araguaína-TO, Luverdense-MT e Paysandu-PA. Sua estreia foi no dia 24 de julho, onde o Rio Branco arrancou um empate de 1x1 contra o Paysandu, no Estádio Mangueirão, em Belém do Pará. Mais uma vez, o Estrelão teve altos e baixos na competição. Desta vez, porém, a reação foi no tempo certo. O clube acabou vencendo todos os jogos do segundo turno e terminou na primeira colocação do Grupo A, com 16 pontos, se classificando para a segunda fase, onde formou um quadrangular com Paysandu, América-RN e CRB-AL. No entanto, começava ali uma briga judicial intensa e que resultaria na maior crise da história do clube.

### O Caso Arena da Floresta
No início da Série C 2011, a Procuradoria da Defesa do Consumidor do Acre (PROCON-AC), órgão ligado ao Ministério Público, decidiu vetar a Arena da Floresta e todos os demais estádios acrianos para jogos oficiais, fazendo com que o Estrelão ficasse incapacitado de realizar jogos com a presença de seus torcedores. O Rio Branco e o Governo do Estado do Acre acionaram a Justiça Comum para recorrer da decisão. Conseguindo uma liminar favorável, o Rio Branco obteve o direito de que os seus jogos fossem realizados com a presença do torcedor. Porém, por ter o seu nome em uma ação fora da esfera esportiva, a CBF decidiu colocar o clube no banco dos réus da Justiça Desportiva. O clube acreano foi condenado com a exclusão da Série C 2011 por ter infringido o artigo 231 do Código Brasileiro de Justiça Desportiva, que proíbe o acesso do clube à Justiça Comum. O julgamento, realizado pela 4ª Comissão Disciplinar, ocorreu ao final da primeira fase, quando o Rio Branco já estava classificado para a segunda fase da competição. 

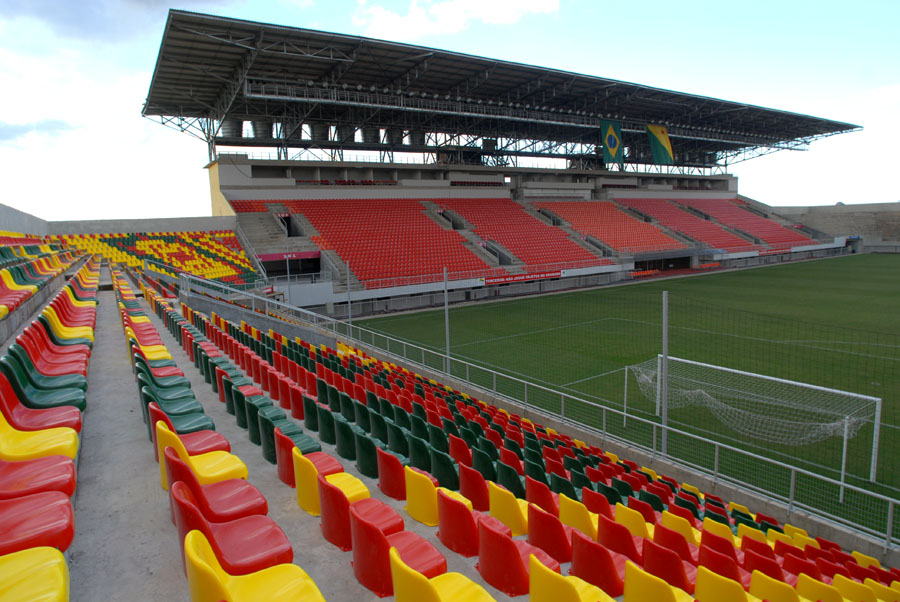
A Arena da Floresta. Segundo o Ministério Público, o estádio causa riscos ao torcedor e foi o motivo da polêmica eliminação do Rio Branco na Série C 2011

Com um pedido de efeito suspensivo, o Estrelão conseguiu continuar no torneio até que o caso fosse julgado pelo Pleno do STJD, a última instância da esfera esportiva. Este julgamento aconteceu no dia 13 de outubro, quando o Rio Branco encerrou a sua participação no primeiro turno do quadrangular da Série C e se preparava para o segundo turno (O clube havia feito 3 jogos, sendo 1 empate contra o CRB e 2 derrotas, para Paysandu e América-RN. Por 5 votos a 1, a decisão de exclusão da equipe foi decretada e, mesmo com 3 jogos ainda por fazer, o Rio Branco foi retirado da competição.
Começava aí uma extensa briga judicial. Graças a uma ação da Procuradoria Geral do Estado do Acre protocolada nos Tribunais de Justiça do Acre(TJ-AC) e do Rio de Janeiro (TJ-RJ) que revogava a decisão da Justiça Desportiva, em 17 de outubro de 2011 a CBF anunciou a volta do Rio Branco à Série C. A entidade recorreu e, quatro dias depois, o Tribunal de Justiça do Rio de Janeiro decidiu suspender os jogos do Grupo E até que o caso fosse julgado. No entanto, em 26 de outubro de 2011, o Rio Branco abdicou de sua vaga na segunda fase e aceitou a sua exclusão do torneio. Um dia depois, a CBF anunciou que o Luverdense-MT, terceiro colocado do Grupo A, substituiria o Estrelão na segunda fase e faria os 6 jogos determinados.
O caso se encerrou após Rio Branco, CBF e STJD firmarem um acordo extrajudicial em uma audiência de conciliação no TJ-RJ. No acordo, confirma-se a exclusão do Rio Branco da Série C 2011, ocorrida pelo Pleno do STJD, confirma-se a participação do clube na Série C 2012 e o caso se encerra, não sendo levado para a FIFA, com o Rio Branco ficando imune a possíveis punições. O ponto conquistado pelo clube na segunda fase foi anulado e o Rio Branco encerrou a sua participação na competição, terminando em 9º colocado, com 16 pontos.

### A grave crise
O ano de 2012 começou de maneira ruim para o clube. Com uma nova diretoria, o clube passou por grandes reformulações no elenco e se preparava para a disputa da Copa do Brasil 2012, onde enfrentaria o Cruzeiro-MG. O que ninguém esperava é que o Estado do Acre passasse pela maior enchente de sua história, onde mais de 140 mil pessoas foram afetadas pelas águas do Rio Acre. O grande volume de chuvas na região prejudicou o planejamento do Rio Branco, onde muitos treinos acabaram por ser cancelados. Sem jogar oficialmente por mais de 5 meses, a falta de ritmo também prejudicou o elenco. O resultado não poderia ser pior: Jogando em casa, o Estrelão levou a maior goleada de sua história e a primeira dentro de casa, perdendo para o clube mineiro por 6x0 e encerrando a sua pior participação na Copa do Brasil.
Todavia, a goleada serviu para mudar os rumos do clube. Depois de uma estreia no estadual abaixo do esperado e alguns jogos sem demonstrar um bom futebol, a comissão técnica liderada pelo treinador Samuel Cândido acabou sendo demitida, juntamente com alguns jogadores e o diretor de futebol Artur Oliveira. Uma nova mudança começou no decorrer do estadual e a equipe finalmente se encontrou. Próximo da disputa da Série C, a diretoria acertou a contratação do experiente técnico Guilherme Macuglia, que assumiu o clube na semifinal do Campeonato Acreano. O interino, o ex-jogador e ídolo Ico, assumiu o comando de Diretor de Futebol do clube. Ico impôs um novo padrão de jogo e, com os reforços do goleiro Vanderlei (ex-Brasil de Pelotas), do lateral-esquerdo Xaro (ex-São Luiz de Ijuí), do zagueiro Luciano (ex-CRAC-GO) e do meia Thomaz (ex-Caxias-RS), o Rio Branco conquistou, de maneira invicta e suprema, o seu 43º título estadual, com uma campanha impecável de 14 vitórias e apenas 4 empates, em um aproveitamento de 85%, tendo o melhor ataque (60 gols), uma média superior a 3 gols por partida. O clube ainda teve o domínio na seleção do estadual, com 6 jogadores premiados.
Completando 93 anos, a diretoria do clube iniciou uma grande reforma no estádio José de Melo, que completava 83 anos. O projeto consiste em transformar o estádio em um moderno Centro de Treinamentos. As arquibancadas laterais (popularmente conhecidas pela torcida do clube como "Vietnã") foram demolidas para ampliar o espaço e construir mais um campo de futebol, este especialmente para as categorias de base do clube. O projeto segue a passos lentos.
A grave crise começou no segundo semestre. Na Série C de 2012, o "Caso Arena da Floresta" voltou à tona. Treze-PB (5º colocado da Série D 2011) e Araguaína-TO (clube rebaixado para a Série D) contestaram no STJD a participação do Rio Branco na competição, alegando que o clube havia sido excluído rebaixado judicialmente. Nos julgamentos, o STJD, de forma unânime, julgou improcedente as contestações, voltando a afirmar que a participação do Rio Branco era legítima, uma vez que o clube terminou a Série C 2011 em 9º lugar. As duas equipes, porém, não aceitaram a decisão e procuraram a Justiça Comum para pleitearem a vaga do Estrelão, onde conseguiram liminares favoráveis em seus respectivos estados. Tendo a participação ameaçada, o Governo do Acre, como patrocinador do clube, também entrou com uma ação na justiça, garantindo a participação do Alvirrubro. O STJD decidiu, então, suspender a Série C, que iniciaria no dia 27 de junho, até possuir alguma posição final. Temendo represálias e ameaça de desfiliação, o Araguaína-TO acabou desistindo da ação após uma reunião com o presidente da CBF. O Treze-PB, porém, permaneceu lutando para participar da Série C, sendo incluído após uma nova liminar a seu favor e retirando o Rio Branco da Série C de 2012. CBF e Rio Branco tentaram caçar as liminares que favoreciam o clube paraibano, mas sem sucesso. O Treze participou da Série C assegurado por uma liminar e o Rio Branco acabou de fora da edição. Com folha salarial próxima de R$ 500 mil e contratos até o fim do ano, o Estrelão se viu em uma situação de grave crise financeira por não participar da competição nacional. Alguns atletas não admitiram a rescisão de seus contratos de forma amigável. A situação foi parar na Justiça do Trabalho.

### Retorno à Série C e rebaixamento
Com a grave crise devido à exclusão da Série C, o Rio Branco só voltou às competições no ano de 2013. O clube focou as suas atenções para o estadual e para a Copa do Brasil. Lutando pelo tetracampeonato acreano, o clube montou uma equipe modesta. De uma folha salarial que girava em torno dos R$ 500 mil em 2012, o clube fez um orçamento de pouco menos de R$ 80 mil para o primeiro semestre. O ano começou com título, vencendo o Torneio Início do Campeonato Acreano, depois de 6 anos. Mesmo com a crise e o baixo orçamento, a equipe demonstrava ampla superioridade sob os adversários estaduais, mas uma invencibilidade de mais de 2 anos no torneio foi quebrada, perdendo também o título e o sonhado tetracampeonato para o Plácido de Castro.
Extracampo, o pensamento continuava nos tribunais, já que o clube permanecia na tentativa de voltar à Série C. Através de uma ação no Supremo Tribunal Federal, o relator da causa, o Ministro Luiz Fux, convocou a CBF, STJD, Federação Paraibana de Futebol e os clubes Treze e Rio Branco, para uma audiência de conciliação, pretendendo pôr fim ao caso que se arrastava desde 2011. O ministro Fux propôs a extinção de todas as ações e a figuração de ambos os clubes na Série C do Brasileirão. Com o acordo firmado, o Rio Branco passou a ser o 21º figurante da Série C de 2013. O clube entrou no Grupo A da competição e seu retorno ocorreu no dia 13 de junho, diante do Fortaleza na Arena da Floresta, na qual o Estrelão foi derrotado pelo placar de 2x0, diante de 4.243 pagantes. A entrada inesperada na competição, associada à falta de planejamento e de patrocinadores agravou a situação financeira do clube, e isso se refletiu no campo. Em 20 jogos, o clube venceu apenas 2 partidas e foi derrotado 18 vezes, realizando a sua pior participação e sendo rebaixado para a Série D de 2014.

## Títulos

#### Futebol Masculino - Competições oficiais
| REGIONAIS | REGIONAIS          | REGIONAIS | REGIONAIS |
|           | Competição         | Títulos   | Temporadas |
| --------- | ------------------ | --------- | --- |
|           | Copa Norte         | 1         | 1997 |
| ESTADUAIS |                    |           | |
|           | Competição         | Títulos   | Temporadas |
|           | Campeonato Acreano | 49        | 1919, 1921, 1928, 1929 , 1935, 1936, 1937, 1938, 1939, 1940, 1941, 1943, 1944, 1945, 1946, 1947, 1950, 1951, 1955, 1956, 1957, 1960, 1961, 1962, 1964, 1971, 1973, 1977, 1979, 1983, 1986, 1992, 1994, 1997, 2000, 2002, 2003, 2004, 2005, 2007, 2008, 2010, 2011, 2012, 2014, 2015, 2018 , 2021 e 2023 |
|           | Torneio Início     | 15        | 1921, 1922, 1946, 1948, 1950, 1951, 1971, 1982, 1986, 1990, 1995, 1999, 2006, 2007 e 2013 |

#### Futebol Masculino - Competições não-oficiais
| Torneios regionais | Torneios regionais        | Torneios regionais | Torneios regionais      |
|                    | Competição                | Títulos            | Temporadas              |
| ------------------ | ------------------------- | ------------------ | ----------------------- |
|                    | Copa Amazônia             | 3                  | 1976, 1979 e 1984       |
| Torneios estaduais |                           |                    |                         |
|                    | Competição                | Títulos            | Temporadas              |
| Acre               | Torneio do Povo           | 4                  | 1973, 1984, 1985 e 1987 |
| Acre               | Taça Cidade de Rio Branco | 2                  | 1973 e 1979             |

#### Futebol Masculino - Categorias de base
Juniores
| Estaduais | Estaduais                      | Estaduais | Estaduais                                |
|           | Competição                     | Títulos   | Temporadas                               |
| --------- | ------------------------------ | --------- | ---------------------------------------- |
| Acre      | Campeonato Acreano de Juniores | 6         | 2000, 2006, 2009, 2013, 2014, 2016, 2017 |

Infantil
| Estaduais | Estaduais                   | Estaduais | Estaduais  |
|           | Competição                  | Títulos   | Temporadas |
| --------- | --------------------------- | --------- | ---------- |
| Acre      | Campeonato Acriano Infantil | 1         | 2011       |

### Esportes olímpicos

#### Basquete
| Estaduais | Estaduais          | Estaduais | Estaduais               |
|           | Competição         | Títulos   | Temporadas              |
| --------- | ------------------ | --------- | ----------------------- |
| Acre      | Campeonato Acriano | 4         | 1996, 2005, 2008 e 2009 |

## Estatísticas

### Participações
|  | Participações em 2025 |

| Competição | Competição         | Temporadas | Melhor campanha         | Estreia | Última | P | R |
| Acre       | Campeonato Acriano | 80         | Campeão (49 vezes)      | 1919    | 2025   |   | – |
|            | Copa Verde         | 9          | Quartas de final (2016) | 2015    | 2024   |   |   |
| Brasil     | Série B            | 3          | 16º colocado (1989)     | 1989    | 1991   | – | – |
| Brasil     | Série C            | 11         | 7º colocado (2009)      | 1995    | 2013   | – | 1 |
| Brasil     | Série D            | 9          | 9º colocado (2014)      | 2014    | 2024   | – |   |
| Brasil     | Copa do Brasil     | 23         | Oitavas de final (1997) | 1991    | 2024   |   |   |

* O número de participações está considerando desde o Campeonato Acriano de 1946. 

### Artilheiros
| Artilharia      | Artilharia         | Artilharia | Artilharia |
| Atleta          | Competição         | Ano        | Gols       |
| --------------- | ------------------ | ---------- | ---------- |
| Paulo Henrique  | Campeonato Acriano | 1992       | 4          |
| Siqueira        | Campeonato Acriano | 1992       | 4          |
| Palmiro         | Campeonato Acriano | 1994       | 12         |
| Palmiro         | Campeonato Acriano | 1997       | 10         |
| Palmiro         | Campeonato Acriano | 1998       | 13         |
| Edilsinho       | Campeonato Acriano | 1999       | 8          |
| Marcelo         | Campeonato Acriano | 2000       | 6          |
| Maradona        | Campeonato Acriano | 2001       | 8          |
| Tangará         | Campeonato Acriano | 2002       | 7          |
| Juliano César   | Campeonato Acriano | 2003       | 13         |
| Juliano César   | Campeonato Acriano | 2004       | 16         |
| Juliano César   | Campeonato Acriano | 2005       | 19         |
| Juliano César   | Campeonato Acriano | 2006       | 9          |
| Juliano César   | Campeonato Acriano | 2007       | 14         |
| Marcelo Brás    | Campeonato Acriano | 2008       | 9          |
| Juliano César   | Campeonato Acriano | 2010       | 14         |
| Juliano César   | Campeonato Acriano | 2013       | 16         |
| Alexandre Matão | Campeonato Acriano | 2015       | 14         |

## Ídolos
- Ananias
- Chicão
- Ely
- Dema
- Doka Madureira
- Ico
- Juliano César
- Palmiro
- Testinha
- Alexandre Matao

## Presidentes
| Presidente                     | Período   |
| ------------------------------ | --------- |
| Nathaniel de Albuquerque       | 1919      |
| Luiz Mestrinho Filho           | 1919-1924 |
| Djalma Mendonça                | 1925-1927 |
| Antônio Nembri Visani de Brito | 1928-1929 |
| Isidoro da Cunha Pereira       | 1929-1930 |
| Djalma Mendonça                | 1930-1931 |
| Francisco Sales Filho          | 1931-1932 |
| João Alfredo Leão Martino      | 1933-1934 |
| Nélson de Lemos Bastos         | 1934-1935 |
| João Alfredo Leão Martino      | 1936-1940 |
| Isidoro da Cunha Pereira       | 1940-1955 |
| Manoel Fontenele de Castro     | 1956-1958 |
| Ary Rodrigues Schereschewsky   | 1959-1964 |
| Eugênio Pinheiro Mansour       | 1965-1966 |
| Ary Rodrigues Schereschewsky   | 1967-1968 |
| Lourival Marques de Oliveira   | 1969-1972 |
| Edmir Borges Gadelha           | 1973-1974 |
| João Carlos Ferreira da Costa  | 1975-1976 |
| Sebastião Melo de Alencar      | 1976      |
| Alberto Felício Abrahão        | 1977-1978 |
| Sebastião Melo de Alencar      | 1979-1982 |
| Wilson Rodrigues Barbosa       | 1983-1984 |
| José Macedo Bezerra            | 1985-1986 |
| Lourival Marques de Oliveira   | 1986-1988 |
| Sebastião Melo de Alencar      | 1989-1992 |
| Edmir Borges Gadelha           | 1993-1996 |
| Sebastião Melo de Alencar      | 1997-2002 |
| Getúlio Teixeira Pinheiro      | 2003-2005 |
| Natalino Xavier da Silveira    | 2006-2011 |
| Bruno Cotta Paiva              | 2012      |
| Francisco de Paula Leal        | 2013      |
| Illimani Lima Suares           | 2014-2015 |

## Curiosidades

### Vitória sobre o Campeão Mundial
Após eliminar o Sul América de Manaus na primeira fase da Copa do Brasil de 1993, o Rio Branco enfrentou o São Paulo, então campeão do Mundial Interclubes. Na primeira partida da segunda fase da competição, no Estádio José de Melo, o Rio Branco não se intimidou perante ao Campeão da América e do Mundo e venceu por 1x0, gol de Vinicius, no segundo tempo. No mesmo ano, o São Paulo conquistava os bicampeonatos da Libertadores e do Mundial. Esse jogo efetivou-se dia 20 de abril e os clubes estavam assim escalados:
- - Rio Branco: Kleber; Evandro, Carlos, Chicão e Mano; Merica, Paulo Henrique e Mundoca (Marcos Piauí); Vinicius, Palmiro (Pitiú) e Siqueira. Técnico: Otacir Viana.
  - São Paulo: Gilberto Félix; Pavão, Nelson, Sérgio e Marcos Adriano; Suélio, Carlos Alberto e Pereira; Vaguinho, Cláudio e Amilton. Técnico: Márcio Araújo.

### Inauguração da Arena da Floresta
Construído pelo Governo do Estado do Acre para a realização da maioria dos jogos do Campeonato Acreano de Futebol, a Arena da Floresta, um dos 5 estádios mais modernos do Brasil, foi inaugurado em 17 de Dezembro de 2006. Na ocasião foi disputada uma partida entre o Rio Branco Football Club e a Seleção Brasileira Sub-20 que estava em preparação para o Campeonato Sul-americano de 2007 no Paraguai, competição que conquistaria meses depois.
O Brasil dispunha de diversas figuras hoje conhecidas no futebol Brasileiro, tais como: Muriel, goleiro do Internacional; Thiago Heleno, hoje no Figueirense; Carlinhos, lateral do Fluminense; Lucas, volante do Liverpool, e Willian, ex-Corinthians, e que hoje jogam no FC Anzhi da Rússia
A partida terminou com a vitória do Rio Branco por 2 x 1. Os gols saíram a partir dos 15 minutos do primeiro tempo, quando Rogério Tarauacá recebeu passe de Luiz Rômulo e chutou na saída do goleiro Muriel. Logo em seguida, Thiago Heleno escorou de cabeça um cruzamento, empatando a partida. No segundo tempo, Neném lança para Luiz Rômulo, que dribla o goleiro Muriel para dar números finais ao jogo.
O Rio Branco iniciou a partida com: Marcus Vinícius, Ley, Rael, Rangel e Esquerdinha; Ico, João Paulo, Luiz Rômulo, e Neném; Rogério Tarauacá e Doka Madureira. 
Já para a Seleção Brasileira sub-20 entraram: Muriel, Amaral, Thiago Heleno, Carlinhos, Roberto, Lucas, Leandro Lima, Willian, Edgar e Fabiano Oliveira.

## Torcida

### Torcidas organizadas
- Torcida Pano Branco
- Torcida EstrelAmor
- Torcida Distrito Alvi Rubro